# 伦纳特·努尔贝里
伦纳特·努尔贝里（瑞典語：Lennart Norberg，1949年1月21日—），瑞典男子冰球运动员，1967年开始职业生涯。他曾代表瑞典参加1980年冬季奥林匹克运动会冰球比赛，获得一枚铜牌。